# Peter Chilvers
Peter Chilvers († 28. Februar 2015) war Erfinder, Ingenieur und Förderer des Segelns und Windsurfens. Ihm wird die Erfindung einer ersten Version eines Windsurfbretts zugeschrieben.

## Leben

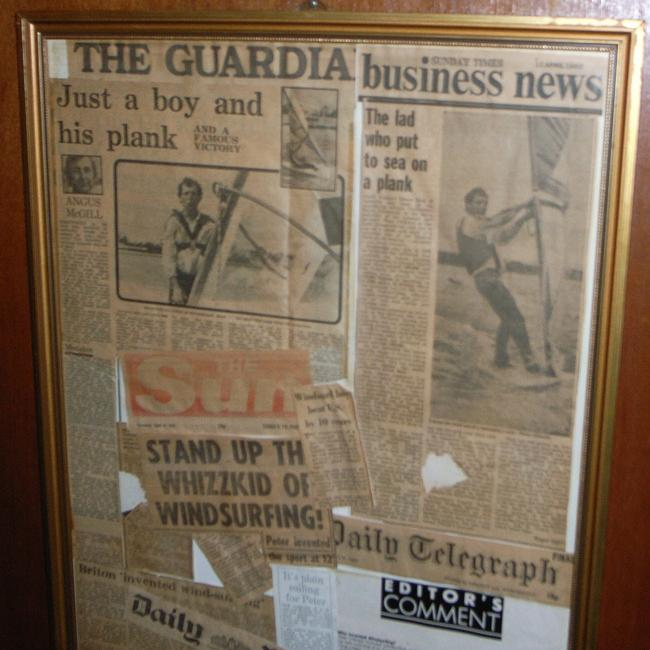
Collage von Zeitungsartikeln, die Chilvers mit seiner Erfindung zeigen

Chilvers arbeitete als Ingenieur bei Lotus cars. In London gründete er ein Zentrum für Windsurfing und Segeln. Im Jahr 1958 erfand er eine erste Version eines Windsurfbrettes, als er auf Hayling Island lebte.
Chilvers starb am 28. Februar 2015 aufgrund von Lungenkrebs.